# Chrysomyxa chiogenis
Chrysomyxa chiogenis är en svampart som beskrevs av Dietel 1894. Chrysomyxa chiogenis ingår i släktet Chrysomyxa och familjen Coleosporiaceae.   Inga underarter finns listade i Catalogue of Life.